# Xanthophenax bredoi
Xanthophenax bredoi là một loài tò vò trong họ Ichneumonidae.